# Lista de hinos nacionais e regionais
Um hino nacional é uma canção patriótica reconhecida pelo governo de um país como a canção oficial daquela nação. Durante os séculos XIX e XX, com o crescimento do nacionalismo, a maioria dos países adotaram um hino nacional, que em alguns casos coexiste com outras canções patrióticas.

## Estados soberanos
| Estado                          | Hino nacional                                                                                      | Data de adoção                                           | Autor(es) da letra                                                                            | Autor(es) da música                                  | Áudio |
| ------------------------------- | -------------------------------------------------------------------------------------------------- | -------------------------------------------------------- | --------------------------------------------------------------------------------------------- | ---------------------------------------------------- | ----- |
| Afeganistão                     | "Milli Surood" ("Hino Nacional")                                                                   | 2006                                                     | Abdul Bari Jahani                                                                             | Babrak Wassa                                         |       |
| África do Sul                   | "Hino nacional da África do Sul"                                                                   | 1957                                                     | Enoch Sontonga e C.J. Langenhoven                                                             | Enoch Sontonga e Reverendo ML de Villiers            |       |
| Albânia                         | "Hymni i Flamurit" ("Hino à Bandeira")                                                             | 1912                                                     | Aleksander Stavre Drenova                                                                     | Ciprian Porumbescu                                   |       |
| Alemanha                        | "Deutschlandlied" ("Canção da Alemanha")                                                           | 1922                                                     | August Heinrich Hoffmann von Fallersleben                                                     | Joseph Haydn                                         |       |
| Andorra                         | "El Gran Carlemany" ("O Grande Carlos Magno")                                                      | 1921                                                     | Enric Marfany Bons                                                                            | Juan Benlloch y Vivó                                 |       |
| Angola                          | "Angola Avante!"                                                                                   | 1975                                                     | Manuel Rui Alves Monteiro                                                                     | Rui Alberto Vieira Dias Mingas                       | —     |
| Antígua e Barbuda               | "Fair Antigua, We Salute Thee" ("Boa Antígua, Nós te Saudamos")                                    | 1967                                                     | Novelle Hamilton Richards                                                                     | Walter Garnet Picart Chambers                        |       |
| Arábia Saudita                  | "As-Salam Al Malaki" ("Saudação Real")                                                             | 1950                                                     | Ibrahim Khafaji                                                                               | Abdul Rahman Al-Khateeb                              |       |
| Argélia                         | "Kassaman" ("Juramento")                                                                           | 1963                                                     | Mufdi Zakariah                                                                                | Mohamed Fawzi                                        |       |
| Argentina                       | "Himno Nacional Argentino" ("Hino Nacional Argentino")                                             | 11 de maio de 1813                                       | Vicente López y Planes                                                                        | Blas Parera                                          |       |
| Armênia                         | "Mer Hayrenik" ("Nossa Pátria")                                                                    | 1 de julho de 1991                                       | Mikael Nalbandian                                                                             | Barsegh Kanachyan                                    |       |
| Austrália                       | "Advance Australia Fair" ("Avança Justa Austrália")                                                | 19 de abril de 1984                                      | Peter Dodds McCormick                                                                         | Peter Dodds McCormick                                |       |
| Áustria                         | "Land der Berge, Land am Strome" ("Terra de Montanhas, Terra no Rio")                              | 22 de outubro de 1946                                    | Paula von Preradovic                                                                          | Johann Holzer                                        |       |
| Azerbaijão                      | "Azərbaycan Marşı" ("Hino do Azerbaijão")                                                          | 1918                                                     | Ahmed Javad                                                                                   | Uzeyir Hajibeyov                                     |       |
| Bahamas                         | "March On, Bahamaland"("Marcha, Terra das Bahamas")                                                | 1973                                                     | Timothy Gibson                                                                                | Timothy Gibson                                       |       |
| Bahrein                         | "Bahrainona" ("Nosso Bahrain")                                                                     | 1971                                                     | Mohamed Sudqi Ayyash                                                                          | Desconhecido                                         |       |
| Bangladesh                      | "Amar Shonar Bangla" ("Meu Bengala Dourado")                                                       | 1972                                                     | Rabindranath Tagore                                                                           | Rabindranath Tagore                                  |       |
| Barbados                        | "In Plenty and In Time of Need" ("Na Abundância e na Necessidade")                                 | 1966                                                     | Irving Burgie                                                                                 | C. Van Roland Edwards                                |       |
| Bélgica                         | "La Brabançonne" ("Canção de Brabante")                                                            | 1860                                                     | Jenneval (Louis-Alexandre Dechet)                                                             | François Van Campenhout                              |       |
| Belize                          | "Land of the Free" ("Terra dos Livres")                                                            | 1981                                                     | Samuel Alfred Haynes                                                                          | Selwyn Walford Young                                 |       |
| Benim                           | "L'Aube Nouvelle" ("A Nova Aurora")                                                                | 1960                                                     | Gilbert Jean Dagnon                                                                           | Gilbert Jean Dagnon                                  |       |
| Bielorrússia                    | "My Belarusy" ("Nós, os Bielorrussos")                                                             | 1955                                                     | Michael Klimovich                                                                             | Nestar Sakalowski                                    |       |
| Bolívia                         | "Himno Nacional de la República de Bolivia" ("Hino Nacional da República da Bolívia")              | 1851                                                     | José Ignacio de Sanjinés                                                                      | Leopoldo Benedetto Vincenti                          |       |
| Bósnia e Herzegovina            | "Državna himna Bosne i Hercegovine" ("Hino Nacional da Bósnia e Herzegovina")                      | 1999                                                     | Desconhecido                                                                                  | Dušan Šestić                                         | —     |
| Botswana                        | "Fatshe leno la rona" ("Abençoada Seja Esta Nobre Terra")                                          | 1966                                                     | Kgalemang Tumedisco Motsete                                                                   | Kgalemang Tumedisco Motsete                          |       |
| Brasil                          | "Hino Nacional Brasileiro"                                                                         | 1907                                                     | Joaquim Osório Duque Estrada                                                                  | Francisco Manuel da Silva                            |       |
| Brunei                          | "Allah Peliharakan Sultan" ("Deus Abençoe o Sultão")                                               | 1951                                                     | Pengiran Haji Mohamed Yusuf bin Abdul Rahim                                                   | Awang Haji Besar bin Sagap                           |       |
| Bulgária                        | "Mila Rodino" ("Querida Pátria")                                                                   | 1964                                                     | Tsvetan Radoslavov                                                                            | Tsvetan Radoslavov                                   |       |
| Burquina Fasso                  | "Une Seule Nuit" ("Uma só Noite")                                                                  | 1984                                                     | Thomas Sankara                                                                                | Thomas Sankara                                       |       |
| Burundi                         | "Burundi bwacu" ("Nosso Burundi")                                                                  | 1962                                                     | Jean-Baptiste Ntahokaja e outros                                                              | Marc Barengayabo                                     | —     |
| Butão                           | "Druk tsendhen" ("Reino do Dragão do Trovão")                                                      | 1953                                                     | Dasho Gyaldun Thinley                                                                         | Aku Tongmi                                           | —     |
| Cabo Verde                      | "Cântico da Liberdade"                                                                             | 1996                                                     | Amílcar Spencer Lopes                                                                         | Adalberto Higino Tavares Silva                       |       |
| Camarões                        | "Chant de Ralliement" ("Canto de Reunião")                                                         | 1957                                                     | René Djam Afame, Samuel Minkio Bamba e Moïse Nyatte Nko'o                                     | René Djam Afame                                      |       |
| Camboja                         | "Nokoreach" ("Reino")                                                                              | 1941                                                     | Chuon Nat                                                                                     | F. Perruchot e J. Jekyll                             |       |
| Canadá                          | "O Canada" ("Ó, Canadá")                                                                           | 1980                                                     | Adolphe-Basile Routhier (francês); Robert Stanley Weir (inglês)                               | Calixa Lavallée                                      |       |
| Cazaquistão                     | "Meniñ Qazaqstanım" ("Meu Cazaquistão")                                                            | 2006                                                     | Zhumeken Nazhimedenov (com modificações de Nursultan Nazarbayev)                              | Shamshi Kaldayakov                                   |       |
| Chade                           | "La Tchadienne" ("A Chadiana")                                                                     | 1960                                                     | Louis Gidrol e outros                                                                         | Paul Villard                                         |       |
| Chile                           | "Himno Nacional de Chile" ("Hino Nacional do Chile")                                               | 1828                                                     | Eusebio Lillo                                                                                 | Ramón Carnicer                                       |       |
| China                           | "Yìyǒngjūn Jìnxíngqǔ" ("Marcha dos Voluntários")                                                   | 1949 (provisório); 1982 (oficial); 2004 (constitucional) | Tian Han                                                                                      | Nie Er                                               |       |
| Colômbia                        | "Himno Nacional de la República de Colombia" ("Hino Nacional da República da Colômbia")            | 1920                                                     | Rafael Núñez                                                                                  | Oreste Sindici                                       |       |
| Comores                         | "Udzima wa ya Masiwa" ("União das Grandes Ilhas")                                                  | 1978                                                     | Said Hachim Sidi Abderemane                                                                   | Said Hachim Sidi Abderemane e Kamildine Abdallah     |       |
| Coreia do Norte                 | "Aegukka" ("Canção Patriótica")                                                                    | 1947                                                     | Pak Seyŏng                                                                                    | Kim Wŏn'gyun                                         | —     |
| Coreia do Sul                   | "Aegukga" ("Canção Patriótica") (não oficial)                                                      | 1948                                                     | Desconhecido                                                                                  | Ahn Eak-tae                                          |       |
| Costa Rica                      | "Himno Nacional de Costa Rica" ("Hino Nacional da Costa Rica")                                     | 1853                                                     | José María Zeledón Brenes                                                                     | Manuel María Gutiérrez                               |       |
| Costa do Marfim                 | "L'Abidjanaise" ("Canção de Abidjan")                                                              | 1960                                                     | Mathieu Ekra, Joachim Bony e Pierre Marie Coty                                                | Pierre Marie Coty e Pierre Michel Pango              |       |
| Croácia                         | "Lijepa naša domovino" ("Nossa Bela Pátria")                                                       | 1991                                                     | Antun Mihanović                                                                               | Josif Runjanin                                       |       |
| Cuba                            | "El Himno de Bayamo" ("Hino de Bayamo")                                                            | 1902                                                     | Perucho Figueredo                                                                             | Perucho Figueredo                                    |       |
| Chipre                          | "Ýmnos eis tīn Eleutherían" ("Hymn to Liberty")                                                    | 1865                                                     | Dionýsios Solomós                                                                             | Nikolaos Mantzaros                                   |       |
| Dinamarca                       | "Der er et yndigt land" ("There is a Lovely Country")                                              | 1835                                                     | Adam Oehlenschläger                                                                           | Hans Ernst Krøyer                                    |       |
| Djibuti                         | "Djibouti"                                                                                         | 1977                                                     | Aden Elmi                                                                                     | Abdi Robleh                                          |       |
| Dominica                        | "Isle of Beauty, Isle of Splendour"("Ilha de Beleza, Ilha de Esplendor")                           | 1967                                                     | Wilfred Oscar Morgan Pond                                                                     | Lemuel McPherson Christian                           |       |
| República Dominicana            | "Himno Nacional" ("Hino Nacional")                                                                 | 1934                                                     | Emilio Prud'homme                                                                             | Jose Rufino Reyes Siancas                            |       |
| Egito                           | "Bilady, Bilady, Bilady" ("Meu País, Meu País, Meu País")                                          | 1979                                                     | Mohamed Younis El Qadr e Sayed Darwish (primeiras duas estrofes de discurso de Mustafa Kamil) | Sayed Darwish                                        |       |
| El Salvador                     | "Himno Nacional de El Salvador" ("Hino Nacional de El Salvador")                                   | 1879                                                     | Juan José Cañas                                                                               | Juan Aberle                                          |       |
| Equador                         | "Salve, Oh Patria" ("We Salute You, Our Homeland")                                                 | 1948                                                     | Juan León Mera                                                                                | Antonio Neumane                                      |       |
| Emirados Árabes Unidos          | "Ishy Biladi" ("Longa Vida à Minha Pátria")                                                        | 1971                                                     | Arif Al Sheikh Abdullah Al Hassan                                                             | Saad Abdel Wahab                                     |       |
| Eritreia                        | "Ertra, Ertra, Ertra" ("Eritreia, Eritreia, Eritreia")                                             | 1993                                                     | Solomon Tsehaye Beraki                                                                        | Isaac Abraham Meharezghi e Aron Tekle Tesfatsion     |       |
| Eslováquia                      | "Nad Tatrou sa blýska" ("Luz sobre as [Montanhas] Tatra")                                          | 1918 (Checoslováquia) 1993 (Eslováquia)                  | Janko Matúška                                                                                 | Música tradicional                                   |       |
| Eslovênia                       | "Zdravljica"(7.ª estrofe) ("Brinde")                                                               | 1989                                                     | France Prešeren                                                                               | Stanko Premrl                                        |       |
| Espanha                         | "La Marcha Real" ("Marcha Real")                                                                   | 1770                                                     | Sem letra                                                                                     | Desconhecido                                         |       |
| Essuatíni                       | "Nkulunkulu Mnikati wetibusiso temaSwati" ("O Lord our God of the Swazi")                          | Desconhecida                                             | Desconhecido                                                                                  | Desconhecido                                         |       |
| Estados Federados da Micronésia | "Patriots of Micronesia" ("Patriotas da Micronésia")                                               | 1991                                                     | Desconhecido                                                                                  | Traditional German song (Ich hab' mich ergeben)      |       |
| Estados Unidos                  | "The Star-Spangled Banner" ("A Bandeira Estrelada")                                                | 1931                                                     | Francis Scott Key                                                                             | John Stafford Smith                                  |       |
| Estónia                         | "Mu isamaa, mu õnn ja rõõm" ("Minha Pátria, Minha Felicidade e Alegria")                           | 1920                                                     | Johann Voldemar Jannsen                                                                       | Fredrik Pacius                                       |       |
| Etiópia                         | "Wodefit Gesgeshi, Widd Innat Ityopp'ya" ("Marcha em Frente, Querida Mãe Etiópia")                 | 1992                                                     | Dereje Melaku Mengesha                                                                        | Solomon Lulu Mitiku                                  |       |
| Fiji                            | "Meda Dau Doka" ("Deus Abençoe Fiji")                                                              | 1970                                                     | Michael Francis Alexander Prescott                                                            | Charles Austin Miles                                 |       |
| Filipinas                       | "Lupang Hinirang" ("Terra Escolhida")                                                              | 1898                                                     | Jose Palma                                                                                    | Julian Felipe                                        |       |
| Finlândia                       | "Maamme" ("Nossa Terra")                                                                           | 1867                                                     | Johan Ludvig Runeberg                                                                         | Fredrik Pacius                                       |       |
| França                          | "La Marseillaise" ("A Marselhesa")                                                                 | 1795                                                     | Claude Joseph Rouget de Lisle                                                                 | Claude Joseph Rouget de Lisle                        |       |
| Gabão                           | "La Concorde" ("A Concórdia")                                                                      | 1960                                                     | Georges Aleka Damas                                                                           | Georges Aleka Damas                                  |       |
| Gâmbia                          | "For The Gambia Our Homeland" ("Pela Gâmbia Nossa Pátria")                                         | 1965                                                     | Virginia Julie Howe                                                                           | Jeremy Frederick Howe                                |       |
| Gana                            | "God Bless Our Homeland Ghana" ("Deus Abençoe Nossa Pátria, o Gana")                               | 1957                                                     | Michael Kwame Gbordzoe                                                                        | Philip Gbeho                                         |       |
| Geórgia                         | "Tavisupleba" ("Liberdade")                                                                        | 2004                                                     | David Magradze                                                                                | Zakaria Paliashvili                                  |       |
| Granada                         | "Hail Grenada" ("Viva Granada")                                                                    | 1974                                                     | Irva Merle Baptiste                                                                           | Louis Arnold Masanto                                 |       |
| Grécia                          | "Ýmnos eis tīn Eleutherían" ("Hino à Liberdade")                                                   | 1865                                                     | Dionýsios Solomós                                                                             | Nikolaos Mantzaros                                   |       |
| Guatemala                       | "Himno Nacional de Guatemala" ("Hino Nacional da Guatemala")                                       | 1896                                                     | José Joaquín Palma                                                                            | Rafael Álvarez Ovalle                                | —     |
| Guiné                           | "Liberté" ("Liberdade")                                                                            | 1958                                                     | Desconhecido                                                                                  | Kodofo Moussa                                        |       |
| Guiné-Bissau                    | "Esta é a Nossa Pátria Bem Amada"                                                                  | 1974                                                     | Amílcar Cabral                                                                                | Xiao He                                              |       |
| Guiné Equatorial                | "Caminemos pisando la senda" ("Caminhemos pela vereda")                                            | 1968                                                     | Atanasio Ndongo Miyone                                                                        | Atanasio Ndongo Miyone                               |       |
| Guiana                          | "Dear Land of Guyana, of Rivers and Plains" ("Querida Terra da Guiana, de Rios e Planícies")       | 1966                                                     | Archibald Leonard Luker                                                                       | Robert Cyril Gladstone Potter                        |       |
| Haiti                           | "La Dessalinienne" ("Canção de Dessalines")                                                        | 1904                                                     | Justin Lhérisson                                                                              | Nicolas Geffrard                                     |       |
| Honduras                        | "Himno Nacional de Honduras" ("Hino Nacional das Honduras")                                        | 1915                                                     | Augusto Constancio Coello                                                                     | Carlos Hartling                                      |       |
| Hungria                         | "Himnusz" ("Hino")                                                                                 | 1844                                                     | Ferenc Kölcsey                                                                                | Ferenc Erkel                                         |       |
| Iêmen                           | "Al-jumhuriyatu l-muttahida" ("República Unida")                                                   | 1990                                                     | Abdallah Abdulwahab Noman                                                                     | Ayoob Tarish                                         |       |
| Ilhas Marshall                  | "Forever Marshall Islands" ("Para Sempre Ilhas Marshall")                                          | Desconhecido                                             | Amata Kabua                                                                                   | Amata Kabua                                          |       |
| Ilhas Salomão                   | "God Save Our Solomon Islands"("Deus Salve as Nossas Ilhas Salomão")                               | 1978                                                     | Panapasa Balekana e Matila Balekana                                                           | Panapasa Balekana                                    | —     |
| Índia                           | "Jana Gana Mana" ("Coração do Povo")                                                               | 1950                                                     | Rabindranath Tagore                                                                           | Rabindranath Tagore                                  |       |
| Indonésia                       | "Indonesia Raya" ("Grande Indonésia")                                                              | 1945                                                     | Wage Rudolf Supratman                                                                         | Wage Rudolf Supratman                                |       |
| Irão                            | "Soroud-e Melli-e Jomhouri-e Eslami-e Iran" ("Hino Nacional do Irão")                              | 1990                                                     | Vários                                                                                        | Hassan Riyahi                                        |       |
| Iraque                          | "Mawtini" ("My Homeland")                                                                          | 2004                                                     | Ibrahim Touqan                                                                                | Muhammad Fuliefil                                    |       |
| Irlanda                         | "Amhrán na bhFiann" ("Canção do Soldado")                                                          | 1926                                                     | Liam Ó Rinn                                                                                   | Peadar Kearney e Patrick Heeney                      |       |
| Islândia                        | "Lofsöngur" ("Hino")                                                                               | Desconhecido                                             | Matthías Jochumsson                                                                           | Sveinbjörn Sveinbjörnsson                            |       |
| Israel                          | "Hatikvah" ("Esperança")                                                                           | 1948 (de facto); 2004 (de jure)                          | Naftali Herz Imber                                                                            | Samuel Cohen                                         |       |
| Itália                          | "Il Canto degli Italiani" ("Canção dos Italianos")                                                 | 1946 (de facto); 2005 (de jure)                          | Goffredo Mameli                                                                               | Michele Novaro                                       |       |
| Jamaica                         | "Jamaica, Land We Love" ("Jamaica, Terra que Amamos")                                              | Desconhecido                                             | Hugh Sherlock                                                                                 | Robert Lightbourne                                   |       |
| Japão                           | "Kimi ga Yo" ("Que Teu Reino Dure Eternamente")                                                    | 1999 (oficial)                                           | Tradicional poema Waka do período Heian (794-1185)                                            | Melodia tradicional do período Meiji                 |       |
| Jordânia                        | "As-Salam al-Malaki al-Urdoni" ("Hino Real da Jordânia")                                           | 1946                                                     | Abdul Monem Al-Refai                                                                          | Abdul Qader al-Taneer                                |       |
| Kiribati                        | "Kunan Kiribati" ("Canção Kiribati")                                                               | 1979                                                     | Ioteba Tamuera Uriam                                                                          | Ioteba Tamuera Uriam                                 |       |
| Kuwait                          | "Al-Nasheed Al-Watani" ("Hino Nacional")                                                           | 1978                                                     | Ahmad Meshari Al-Adwani                                                                       | Ibrahim Al-Soula                                     |       |
| Laos                            | "Pheng Xat Lao" ("Hino Nacional do Laos")                                                          | 1947                                                     | Sisana Sisane                                                                                 | Thongdy Sounthonevichit                              |       |
| Letônia                         | "Dievs, svētī Latviju!" ("Deus Abençoe a Letónia")                                                 | 1920                                                     | Kārlis Baumanis                                                                               | Kārlis Baumanis                                      |       |
| Líbano                          | "Koullouna Lilouataan Lil Oula Lil Alam" ("Somos Todos Nossa Nação, Pela Nossa Bandeira e Glória") | 1927                                                     | Rashid Nakhle                                                                                 | Wadih Sabra                                          |       |
| Lesoto                          | "Lesotho Fatse La Bontata Rona" ("Lesoto, Terra de Nossos Pais")                                   | 1967                                                     | François Coillard                                                                             | Ferdinand-Samuel Laur                                |       |
| Libéria                         | "All Hail, Liberia, Hail!" ("Dêem Vivas, Libéria, Viva")                                           | 1847                                                     | Daniel Bashiel Warner                                                                         | Olmstead Luca                                        |       |
| Líbia                           | "Líbia, Líbia, Líbia"                                                                              | 2011                                                     | Al-Bashir al-Arebi                                                                            | Mohammed Abdel Wahab                                 |       |
| Liechtenstein                   | "Oben am jungen Rhein" ("Sobre o Jovem Reno")                                                      | 1963                                                     | Jakob Josef Jauch                                                                             | Desconhecido                                         |       |
| Lituânia                        | "Tautiška giesmė" ("Canção Nacional")                                                              | 1919                                                     | Vincas Kudirka                                                                                | Vincas Kudirka                                       |       |
| Luxemburgo                      | "Ons Heemecht" ("Nossa Pátria")                                                                    | 1895                                                     | Michel Lentz                                                                                  | Jean Antoine Zinnen                                  |       |
| Macedônia do Norte              | "Denes nad Makedonija" ("Hoje Sobre a Macedónia")                                                  | 1944                                                     | Vlado Maleski                                                                                 | Todor Skalovski                                      | —     |
| Madagáscar                      | "Ry Tanindrazanay malala ô!" ("Ó Nossa Pátria Amada!")                                             | 1960                                                     | Norbert Raharisoa                                                                             | Rahajason                                            |       |
| Malásia                         | "Negaraku" ("Meu País")                                                                            | 1957                                                     | Vários                                                                                        | Canção Popular ("Terang Bulan")                      |       |
| Malawi                          | "Mlungu dalitsani Malawi" ("Deus Abençoe o Malawi")                                                | 1964                                                     | Michael-Fredrick Paul Sauka                                                                   | Michael-Fredrick Paul Sauka                          |       |
| Maldivas                        | "Gaumii salaam" ("Saudação Nacional")                                                              | 1972                                                     | Muhammad Jameel Didi                                                                          | Pandit Wannakuwattawaduge Don Amaradeva              |       |
| Mali                            | "Pour l'Afrique et pour toi, Mali" ("Pela África e por Ti, Mali")                                  | 1962                                                     | Seydou Badian Kouyate                                                                         | Banzoumana Sissoko                                   |       |
| Malta                           | "L-Innu Malti" ("Hino Maltês")                                                                     | 1964                                                     | Dun Karm Psaila                                                                               | Robert Samut                                         |       |
| Marrocos                        | "Hymne Chérifien" ("Hino ao Sharif")                                                               | 1956                                                     | Ali Squalli Houssaini                                                                         | Léo Morgan                                           |       |
| Mauritânia                      | "Hino Nacional da Mauritânia"                                                                      | 2017                                                     | Desconhecido                                                                                  | Rageh Daoud                                          |       |
| Ilhas Maurícias                 | "Motherland" ("Pátria")                                                                            | Desconhecido                                             | Jean Georges Prosper                                                                          | Philippe Gentil                                      |       |
| México                          | "Himno Nacional Mexicano" ("Hino Nacional Mexicano")                                               | 1854                                                     | Francisco González Bocanegra                                                                  | Jaime Nunó                                           |       |
| Myanmar                         | "Kaba Ma Kyei" ("Till the End of the World, Burma")                                                | 1947                                                     | Saya Tin                                                                                      | Saya Tin                                             |       |
| Moçambique                      | "Pátria Amada"                                                                                     | 2002                                                     | Desconhecido                                                                                  | Desconhecido                                         |       |
| Moldávia                        | "Limba noastră" ("Nossa Língua")                                                                   | 1994                                                     | Alexei Mateevici                                                                              | Alexandru Cristea                                    |       |
| Mónaco                          | "Hymne Monégasque" ("Hino Monegasco")                                                              | 1848                                                     | Louis Notari                                                                                  | Théophile Bellando de Castro                         |       |
| Mongólia                        | "Mongol ulsiin töriin duulal" ("Hino Nacional da Mongólia")                                        | 1950                                                     | Tsendiin Damdinsüren                                                                          | Bilegiin Damdinsüren e Luvsanjyamts Murdorj          |       |
| Montenegro                      | "Oj, svijetla majska zoro" ("Oh, Brilhante Aurora de Maio")                                        | 2004                                                     | Desconhecido                                                                                  | Desconhecido                                         |       |
| Namíbia                         | "Namibia, Land of the Brave" ("Namíbia, Terra dos Bravos")                                         | 1991                                                     | Axali Doëseb                                                                                  | Axali Doëseb                                         |       |
| Nauru                           | "Nauru Bwiema" ("Canção de Nauru")                                                                 | 1968                                                     | Margaret Hendrie                                                                              | Laurence Henry Hicks                                 | —     |
| Nepal                           | "Sayaun Thunga Phool Ka" ("Centenas de Flores")                                                    | 2007                                                     | Byakul Maila                                                                                  | Ambar Gurung                                         |       |
| Nicarágua                       | "Salve a ti, Nicaragua" ("Salvé a Ti, Nicarágua")                                                  | 1971                                                     | Salomón Ibarra Mayorga                                                                        | Autor anónimo; arranjo musical de Luis A. Delgadillo |       |
| Níger                           | "La Nigérienne" ("A Nigerina")                                                                     | 1961                                                     | Maurice Albert Thiriet                                                                        | Robert Jacquet e Nicolas Abel François Frionnet      | —     |
| Nigéria                         | "Nigéria, nós te saudamos"                                                                         | 2024                                                     | Lillian Jean Williams                                                                         | Frances Benda                                        |       |
| Noruega                         | "Ja, vi elsker dette landet" ("Sim, Amamos esta Terra")                                            | 1864                                                     | Bjørnstjerne Bjørnson                                                                         | Rikard Nordraak                                      |       |
| Nova Zelândia                   | "God Defend New Zealand"("Deus defenda a Nova Zelândia")                                           | 1940                                                     | Thomas Bracken                                                                                | John Joseph Woods                                    |       |
| Nova Zelândia                   | "God Save the Queen" ("Deus salve a Rainha")                                                       | Desconhecido                                             | Desconhecido                                                                                  | Desconhecido                                         |       |
| Omã                             | "Nashid as-Salaam as-Sultani" ("Hino Nacional de Oman")                                            | 1970                                                     | Desconhecido                                                                                  | Desconhecido                                         |       |
| Países Baixos                   | "Het Wilhelmus" ("O Guilherme")                                                                    | 1932                                                     | Desconhecido                                                                                  | Adrianus Valerius                                    |       |
| Palau                           | "Belau rekid" ("Nosso Palau")                                                                      | 1980                                                     | Vários                                                                                        | Ymesei O. Ezekiel                                    |       |
| Panamá                          | "Himno Istmeño" ("Hino do Istmo")                                                                  | Desconhecido                                             | Jeronimo de la Ossa                                                                           | Santos Jorge                                         |       |
| Paquistão                       | "Qaumī Tarāna" ("Hino Nacional")                                                                   | 1954                                                     | Hafeez Jullundhri                                                                             | Ahmed Ghulamali Chagla                               |       |
| Papua-Nova Guiné                | "O Arise, All You Sons" ("Levantai-vos, Todos Vós Filhos")                                         | 1975                                                     | Tom Shacklady                                                                                 | Tom Shacklady                                        |       |
| Paraguai                        | "Paraguayos, República o Muerte" ("Paraguaios, República ou Morte")                                | 1933                                                     | Francisco Acuña de Figueroa                                                                   | Françoice Dupuis e Remberto Giménez                  |       |
| Peru                            | "Himno Nacional del Perú" ("Hino Nacional do Peru")                                                | 1821                                                     | José de la Torre Ugarte y Alarcón                                                             | Jose Bernardo Alcedo                                 |       |
| Polónia                         | Mazurek Dąbrowskiego ("Mazurka de Dabrowski" / "A Polónia Não Pereceu")                            | 1926                                                     | Józef Wybicki                                                                                 | Desconhecido                                         |       |
| Portugal                        | "A Portuguesa"                                                                                     | 1910                                                     | Henrique Lopes de Mendonça                                                                    | Alfredo Keil                                         |       |
| Catar                           | "As Salam al Amiri" ("Hino Nacional do Qatar")                                                     | 1996                                                     | Sheikh Mubarak bin Saïf al-Thani                                                              | Desconhecido                                         |       |
| Quênia                          | "Ee Mungu Nguvu Yetu" ("Oh Deus de Toda a Criação")                                                | 1963                                                     | Graham Hyslop, G. W. Senoga-Zake, Thomas Kalume, Peter Kibukosya e Washington Omondi          | Melodia tradicional africana                         |       |
| Quirguistão                     | "Kyrgyz Respublikasynyn Mamlekettik Gimni" ("Hino Nacional da República Quirguiz")                 | 1992                                                     | Djamil Sadykov e Eshmambet Kuluev                                                             | Nasyr Davlesov e Kalyi Moldobasanov                  |       |
| Reino Unido                     | "God Save the Queen" (ou "...King") ("Deus Salve a Rainha")                                        | 1745                                                     | Desconhecido                                                                                  | John Bull                                            |       |
| República Centro-Africana       | "La Renaissance" ("O Renascimento")                                                                | 1960                                                     | Barthélémy Boganda                                                                            | Herbert Pepper                                       |       |
| Chéquia                         | "Kde domov můj?" ("Onde é a Minha Casa?")                                                          | 1918 (Checoslováquia) 1993 (Rep. Checa)                  | Josef Kajetán Tyl                                                                             | František Škroup                                     |       |
| República do Congo              | "La Congolaise" ("A Congolesa")                                                                    | 1959                                                     | Levent Kimbangui                                                                              | Français Jacques Tondra                              |       |
| República Democrática do Congo  | "Debout Congolais" ("Levantai-vos Congoleses")                                                     | 1960                                                     | Joseph Lutumba                                                                                | Simon-Pierre Boka di Mpasi Londi                     | —     |
| Roménia                         | "Deşteaptă-te, române!" ("Acordai, Romenos")                                                       | 1989                                                     | Andrei Mureşanu                                                                               | Anton Pann and Gheorghe Ucenescu                     |       |
| Rússia                          | "Gosudarstvenny Gimn Rossiyskoy Federatsii" ("Hino Estatal da Federação Russa")                    | 2000                                                     | Sergey Mikhalkov                                                                              | Alexander Vasilyevich Alexandrov                     |       |
| Ruanda                          | "Rwanda nziza" ("Belo Ruanda")                                                                     | 2002                                                     | Desconhecido                                                                                  | Desconhecido                                         |       |
| Samoa                           | "The Banner of Freedom" ("Bandeira da Liberdade")                                                  | 1962                                                     | Sauni Iiga Kuresa                                                                             | Sauni Iiga Kuresa                                    | —     |
| São Cristóvão e Neves           | "Oh Land of Beauty!" ("Oh Terra de Beleza!")                                                       | 1983                                                     | Kenrick Georges                                                                               | Kenrick Georges                                      |       |
| Santa Lúcia                     | "Sons and Daughters of Saint Lucia" ("Filhos e Filhas de Santa Lúcia")                             | 1979                                                     | Charles Jesse                                                                                 | Leton Felix Thomas                                   |       |
| São Vicente e Granadinas        | "Saint Vincent, Land so beautiful" ("São Vicente, Terra Tão Bela")                                 | 1979                                                     | Phyllis Punnett                                                                               | Joel Bertram Miguel                                  |       |
| San Marino                      | "Inno Nazionale della Repubblica" ("Hino Nacional da República")                                   | 1894                                                     | Federico Consolo                                                                              | Federico Consolo                                     |       |
| São Tomé e Príncipe             | "Independência total"                                                                              | 1975                                                     | Alda Neves da Graça do Espírito Santo                                                         | Manuel dos Santos Barreto de Sousa e Almeida         |       |
| Senegal                         | "Pincez Tous vos Koras, Frappez les Balafons" ("Tocai Vossos Corás, Batei os Balafons")            | 1960                                                     | Léopold Sédar Senghor                                                                         | Herbert Pepper                                       |       |
| Serra Leoa                      | "High We Exalt Thee, Realm of the Free" ("Alto te Exaltamos, Domínio dos Livres")                  | 1961                                                     | Clifford Nelson Fyle                                                                          | John Akar                                            | —     |
| Sérvia                          | "Bože pravde" ("Deus de Justiça")                                                                  | 2004                                                     | Jovan Đorđević                                                                                | Davorin Jenko                                        |       |
| Seicheles                       | "Koste Seselwa" ("Juntem-se todos os Seychelenses")                                                | Desconhecido                                             | Desconhecido                                                                                  | Desconhecido                                         |       |
| Singapura                       | "Majulah Singapura" ("Para a Frente, Singapura")                                                   | 1959                                                     | Zubir Said                                                                                    | Zubir Said                                           |       |
| Síria                           | "Homat el Diyar" ("Guardiões da Pátria")                                                           | 1936                                                     | Khalil Mardam Bey                                                                             | Mohammed Flayfel                                     |       |
| Somália                         | "Qolobaa Calankeed"                                                                                | 2012                                                     | Abdullahi Qarshe                                                                              | Abdullahi Qarshe                                     |       |
| Sri Lanka                       | "Sri Lanka Matha" ("Mother Sri Lanka")                                                             | 1951                                                     | Ananda Samarakoon                                                                             | Ananda Samarakoon                                    |       |
| Sudão                           | "Nahnu Jund Allah Jund Al-watan" ("Somos o Exército de Deus e da Nossa Terra")                     | Desconhecida                                             | Desconhecido                                                                                  | Desconhecido                                         |       |
| Sudão do Sul                    | "South Sudan Oyee!" ("Sudão do Sul Oyee!")                                                         | 2011                                                     | Desconhecido                                                                                  | Desconhecido                                         |       |
| Suécia                          | "Du gamla, Du fria" ("Tu Antiga, Tu Livre")                                                        | Nunca foi oficialmente adotado                           | Richard Dybeck (1844)                                                                         | Antiga canção tradicional                            |       |
| Suíça                           | "Schweizerpsalm" ("Salmo Suíço")                                                                   | 1961 (de facto); 1981 (de jure)                          | Leonhard Widmer                                                                               | Alberich Zwyssig                                     |       |
| Suriname                        | "God zij met ons Suriname" ("Deus Esteja com o Nosso Suriname")                                    | Desconhecida                                             | Desconhecido                                                                                  | Desconhecido                                         |       |
| Tajiquistão                     | "Surudi Milli" ("National Anthem")                                                                 | 1994                                                     | Gulnazar Keldi                                                                                | Suleiman Yudakov                                     |       |
| Tailândia                       | "Phleng Chat" ("Canção Nacional")                                                                  | 1939                                                     | Luang Saranupraphan                                                                           | Peter Feit                                           |       |
| Tanzânia                        | "Mungu ibariki Afrika" ("Deus Abençoe a África")                                                   | Desconhecido                                             | Enoch Sontonga                                                                                | Enoch Sontonga                                       |       |
| Timor-Leste                     | "Pátria"                                                                                           | 2002                                                     | Francisco Borja da Costa                                                                      | Afonso de Araujo                                     |       |
| Togo                            | "Salut à toi, pays de nos aïeux" ("Te saudamos, Terra de Nossos Antepassados")                     | 1960                                                     | Alex Casimir-Dosseh                                                                           | Alex Casimir-Dosseh                                  | —     |
| Tonga                           | "Ko e fasi ʻo e tuʻi ʻo e ʻOtu Tonga" ("Canção do Rei das Ilhas Tonga")                            | 1874                                                     | Uelingatoni Ngū Tupoumalohi                                                                   | Karl Gustavus Schmitt                                |       |
| Trinidad e Tobago               | "Forged from the Love of Liberty" ("Moldados no Amor da Liberdade")                                | 1962                                                     | Patrick Castagne                                                                              | Patrick Castagne                                     |       |
| Tunísia                         | "Humat al-Hima" ("Defensores da Pátria")                                                           | 1987                                                     | Mustafa Sadiq Al-Rafi'i e Aboul-Qacem Echebbi                                                 | Mohammad Abdel Wahab                                 |       |
| Turquemenistão                  | "Türkmenbaşyň guran beýik binasy" ("Hino do Estado Independente e Neutral do Turquemenistão")      | 1991                                                     | Saparmurat Niyazov                                                                            | Saparmurat Niyazov                                   |       |
| Turquia                         | "İstiklâl Marşı" ("Marcha da Independência")                                                       | 1921                                                     | Mehmet Akif Ersoy                                                                             | Osman Zeki Üngör                                     |       |
| Tuvalu                          | "Tuvalu mo te Atua" ("Tuvalu para os Grandes")                                                     | 1978                                                     | Afaese Manoa                                                                                  | Afaese Manoa                                         | —     |
| Ucrânia                         | "Shche ne vmerla Ukrainy" ("A Glória da Ucrânia não Pereceu")                                      | 1917                                                     | Pavlo Chubynsky                                                                               | Mykhaylo Verbytsky                                   |       |
| Uganda                          | "Oh Uganda, Land of Beauty" ("Oh Uganda, Terra de Beleza")                                         | 1963                                                     | George Wilberforce Kakoma                                                                     | George Wilberforce Kakoma                            |       |
| Uruguai                         | "Himno Nacional" ("Hino Nacional")                                                                 | 1833                                                     | Francisco Acuña de Figueroa                                                                   | Francisco José Debali                                |       |
| Uzbequistão                     | "O`zbekiston Respublikasining Davlat Madhiyasi" ("National Anthem of the Republic of Uzbekistan")  | 1991                                                     | Abdulla Aripov                                                                                | Mutal Burhanov                                       |       |
| Vanuatu                         | "Yumi, Yumi, Yumi" ("Nós, Nós, Nós")                                                               | 1980                                                     | François Vincent Ayssav                                                                       | François Vincent Ayssav                              |       |
| Vaticano                        | "Inno e Marcia Pontificale" ("Hino e Marcha Pontíficia")                                           | 1949                                                     | Antonio Allegra                                                                               | Charles Gounod                                       |       |
| Venezuela                       | "Gloria al Bravo Pueblo" ("Glória ao Bravo Povo")                                                  | 1881                                                     | Vicente Salias                                                                                | Juan José Landaeta                                   |       |
| Vietname                        | Tiến Quân Ca ("Marcha do Exército")                                                                | 1945                                                     | Văn Cao                                                                                       | Văn Cao                                              | —     |
| Zâmbia                          | "Stand and Sing of Zambia, Proud and Free" ("Erguei-vos e cantai a Zâmbia, Livres e Orgulhosos")   | Desconhecida                                             | Diversos                                                                                      | Enoch Sontonga                                       |       |
| Zimbabwe                        | "Simudzai Mureza WeZimbabwe" ("Abençoada seja a terra do Zimbabwe")                                | 1994                                                     | Solomon Mutswairo                                                                             | Fred Changundega                                     |       |

## Estados com reconhecimento limitado e Territórios
| Estado                              | Hino nacional                                                      | Data de adoção                  | Autor(es) da letra                               | Autor(es) da música | Áudio |
| ----------------------------------- | ------------------------------------------------------------------ | ------------------------------- | ------------------------------------------------ | ------------------- | ----- |
| Abecásia                            | "Aiaaira" ("Vitória")                                              | 1992                            | Genady Alamiya                                   | Valera Çkaduwa      | —     |
| Artsaque                            | "Azat u ankakh Artsakh" ("Artsaque Livre e Independente")          | 1992                            | Vardan Hakobyan                                  | Armen Nasibyan      | —     |
| Chipre do Norte                     | "İstiklâl Marşı" ("Marcha da Independência")                       | 1921                            | Mehmet Âkif Ersoy                                | Zeki Üngör          |       |
| Kosovo                              | "Europa"                                                           | 2008                            | Sem letra                                        | Mendi Mengjiqi      |       |
| Ossétia do Sul                      | "Hino Nacional da Ossétia do Sul"                                  | 1995                            | Totraz Kokaev                                    | Felix Alborov       | —     |
| Palestina                           | "Biladi" ("Meu país")                                              | 1996                            | Said Al Muzayin                                  | Ali Ismael          |       |
| República Árabe Saaraui Democrática | "Yā Banīy As-Saharā" ("Oh filhos do Saara")                        | 1976                            | Desconhecido                                     | Desconhecido        |       |
| Somalilândia                        | "Samo ku waar" ("Vida longa com paz")                              | 1991                            | Hassan Sheikh Mumin                              | Hassan Sheikh Mumin |       |
| Taiwan                              | "Hino Nacional da República da China"                              | 1937 (de facto); 1943 (de jure) | Sun Yat-sen                                      | Ch'eng Mao-Yun      |       |
| Transnístria                        | "My slavim tebia, Pridnestrovie" ("Nós te louvamos, Transnístria") | Desconhecida                    | Boris Parmenov, Vitaly Pishenko, Nicholas Bozhko | Boris Alexandrov    |       |